# Роузмарк
Роузмарк (на английски: Rosemark) е селище в южната част на Съединените американски щати, част от окръг Шелби на щата Тенеси. Населението му е около 2300 души (2010).
Разположено е на 101 метра надморска височина в Льосовите равнини на Мисисипската долина, на 22 километра източно от река Мисисипи и на 35 километра североизточно от центъра на Мемфис. Селището възниква в началото на 30-те години на XIX век и се развива като кръстопътно средище на земеделска област, произвеждаща памук.

## Известни личности
Родени в Роузмарк
- Боби Бланд (1930 – 2013), певец